# Gabriel Matzneff
Gabriel Matzneff (Neuilly-sur-Seine, 1936. augusztus 12. –) francia író, több rangos díj, köztük a Francia Akadémia Mottard és  Amic díjának tulajdonosa. Pedofil és szexturista életvitelét több könyvében taglalta, ezekről hivatalos honlapján is tudósított, éppúgy, mint ahogy televíziós szereplései során is beszélt róluk. Ennek ellenére irodalmi pályafutása során mindvégig megmenekült a büntetőjogi felelősségre vonástól, és széleskörű és lelkes támogatásban részesült a francia irodalmi világban, bár könyvei nem voltak igazán széles körben népszerűek. 2020. február 11-én a francia ügyészség büntetőeljárást indított Matzneff ellen, melyet, várhatóan elévülés miatt, jogkövetkezmények nélkül fog lezárni.

## Életútja

### Család, tanulmányok
Matzneff apja orosz, édesanyja orosz-zsidó volt. A család 1917 után Franciaországban telepedett le. Matzneff zsidó származása ellenére az orosz ortodoxiához kötődött. A hivatalos honlapján elérhető információk szerint szülei elváltak, amikor ő hat hónapos volt; egész gyermekkorában soha nem látta őket egy szobában, és gyakran elválasztották húgától, Alexandrától és testvéreitől, Andrétól és Nicolastól. Gyermekkorát  családi tragédiák és háborúk árnyékolták be. "Olyan gyermekkor volt ez, amely még ma is nagyon fájdalmas emlékeket okoz neki."
Családja kifinomult kulturális környezetben nevelte, olyan híres orosz személyiségekkel találkozott, mint Lev Sesztov és Nyikolaj Berdjajev. Itt fedezte fel az irodalmat és a vallást. Matzneff egy évet a Gerson katolikus magániskolában töltött (1943-1944), kettőt a Lycée Saint-Louis-de-Gonzague-ban (1944-1946), majd 1946 és 1952 között egy tannenbergi iskolában folytatta tanulmányait, 1952-től pedig a Lycée Carnot-ba járt. A Sorbonne-on 1954-ben kezdte meg klasszikus irodalmi és filozófiai tanulmányait. Miután 1959 és 1960 között Algériában teljesített katonai szolgálatot, Matzneff 1961-ben visszatért Párizsba. Beiratkozott az Institut national des langues et civilisations orientales orosz nyelvtanfolyamára, és újságírói pályafutást kezdett.
1957 júniusában ismerkedett meg Henry de Montherlant-tal, akinek a veszekedések ellenére barátja maradt egészen de Montherlant 1972-es öngyilkosságáig. Naplóját 1953. augusztus 1-jén kezdte vezetni, de csak 1976-ban adta ki.

### Irodalmi munkásság
1962 októberében a Combat kiadó igazgatója, aki felfigyelt a munkásságára, felkérte, hogy írjon cikkeket az újságjába. A következő évtizedekben Matzneff rendszeres vagy alkalmi rovatírója lett számos politikai irányzatú újságnak és folyóiratnak, köztük a Le Quotidien de Paris, a Le Figaro és a Le Monde című lapoknak. 2013-tól 2019 decemberéig a Le Point internetes kiadásába írt cikkeket.
1964 októberében részt vett az Ortodox Ifjúság Koordinációs Bizottságának alapító kongresszusán, ahol megismerkedett Tatjana Scherbatcheff gimnazistával. A lányt 1970. január 8-án Londonban vette feleségül. 1973. március 3-án elvált tőle. Ez a válás hitbéli törést okozott számára, ami eltávolította az egyháztól; ezt követően kilépett az Ortodox Ifjúság Koordinációs Bizottságból, valamint abbahagyta az 1965-ben indított Orthodoxia című televíziós műsora készítését.
Első könyve, a Le Défi című esszégyűjtemény 1965-ben jelent meg. A következő évben jelent meg első regénye, a L'Archimandrite, amelyet katonai szolgálata alatt kezdett el írni. Az 1970-es években számos utazást tett a Közel-Keletre, valamint Lengyelországba és a Szovjetunióba. Az 1980-as években többször utazott a Fülöp-szigetekre, ahol - mint egyik könyvében leírta - megerőszakolt serdülőkorú fiúkat, akiket a Harrison Plazában, Manilla népszerű bevásárlóközpontjában szedett fel.
A kritikus Pol Vandromme 1974-ben azt írta róla, hogy "generációjának legjelentősebb írója".
1990-ben Matzneff Philippe Sollers segítségével csatlakozott a Gallimard-hoz, a vezető francia kiadói csoporthoz, amely kiadta 1979-1982-es naplójegyzeteinek gyűjteményét, "Les Soleils révolus" címmel. Ettől kezdve a Gallimard folyamatosan, havi rendszerességgel fizette Matzneffet, 30 éven keresztül volt az író életműkiadója. 2020. január elején hirtelen leállította a szerző könyveinek forgalmazását, és visszahívta könyveit a könyvesboltokból, kevesebb mint két hónappal azután, hogy megjelentette a L'Amante de l'Arsenal-t, Matzneff naplójának utolsó részét. 2020. február 12-én a rendőrség átkutatta az Éditions Gallimard székhelyét, többek között Matzneff pedofil tevékenységét részletező, kiadatlan kéziratok után kutatva.
Matzneff 1987-ben és 2009-ben elnyerte a Francia Akadémia Mottard és  Amic díját, 2013-ban a legjobb esszéért járó Prix Renaudot-t  és 2015-ben a Prix Cazes-t.

### Gyermekek elleni nemi erőszak
Matzneff nem csinált titkot abból, hogy pedofil, részletesen leírta műveiben, hol és hogy zaklatott, erőszakolt meg gyermekeket. 1985-ben megjelent Un Galop d'Enfer című naplója szerint, amikor a Fülöp-szigeteken tartózkodott, rendszeresen megerőszakolt kisfiúkat. Azt írta, "Néha akár négy kisfiú –8 és 14 év közötti– is került egyszerre az ágyamban, és a legfinomabb szeretkezésekbe kezdtem velük."
1990-ben az Apostrophes című francia talkshow-ban való szereplésük során Denise Bombardier, kanadai írónő, egyenes adásban, a műsorról megmaradt felvételen máig megtekinthetően,  szembesítette Matzneffet a naplójában közreadott szavaival. A szembesítés azonban nem Matzneff, hanem Bombardier karrierjét törte ketté, a francia irodalmi közeg kiközösítette, bojkottálta, lényegében leírta, ettől kezdve nem jelölték irodalmi díjra.
Matzneff a tévényilvánosság előtti lelepleződését követően is évtizedekig megúszott minden büntetőjogi felelősségre vonást, helyette változatlanul a francia irodalmi világ széles körű elismerését és támogatását élvezhette. 2019 végén egyik egykori áldozata, Vanessa Springora, az Éditions Julliard könyvkiadó igazgatója, kiadta a később magyarul Beleegyezés címmel megjelent Le Consentement című   könyvét, amelyben leírja, milyen hatással volt rá Matzneff 14 éves korában. Springora könyve éles vitát váltott ki, melyben megfogalmazódott a kérdés, hogyan, miért falazhatott évekig a francia kulturális elit egy pedofil írónak? A kirobbant botrány arra kényszerítette az Éditions Gallimardot, hogy Matzneffet és műveit ne népszerűsítsék tovább, kiváltképpen ne a Carnets noirs és a Les Moins de seize ans című könyveit. Az Éditions Gallimard példáját több könyvkiadó követte.
2020 elején a párizsi ügyészség vizsgálatot indított Matzneff ellen "kiskorú, 15 év alatti személy megerőszakolása" miatt. 2021 októberi lapértesülések szerint, hacsak nem történik új fejlemény, a vizsgálatot, elévülés miatt, valószínűleg jogkövetkezmények nélkül fogják lezárni.

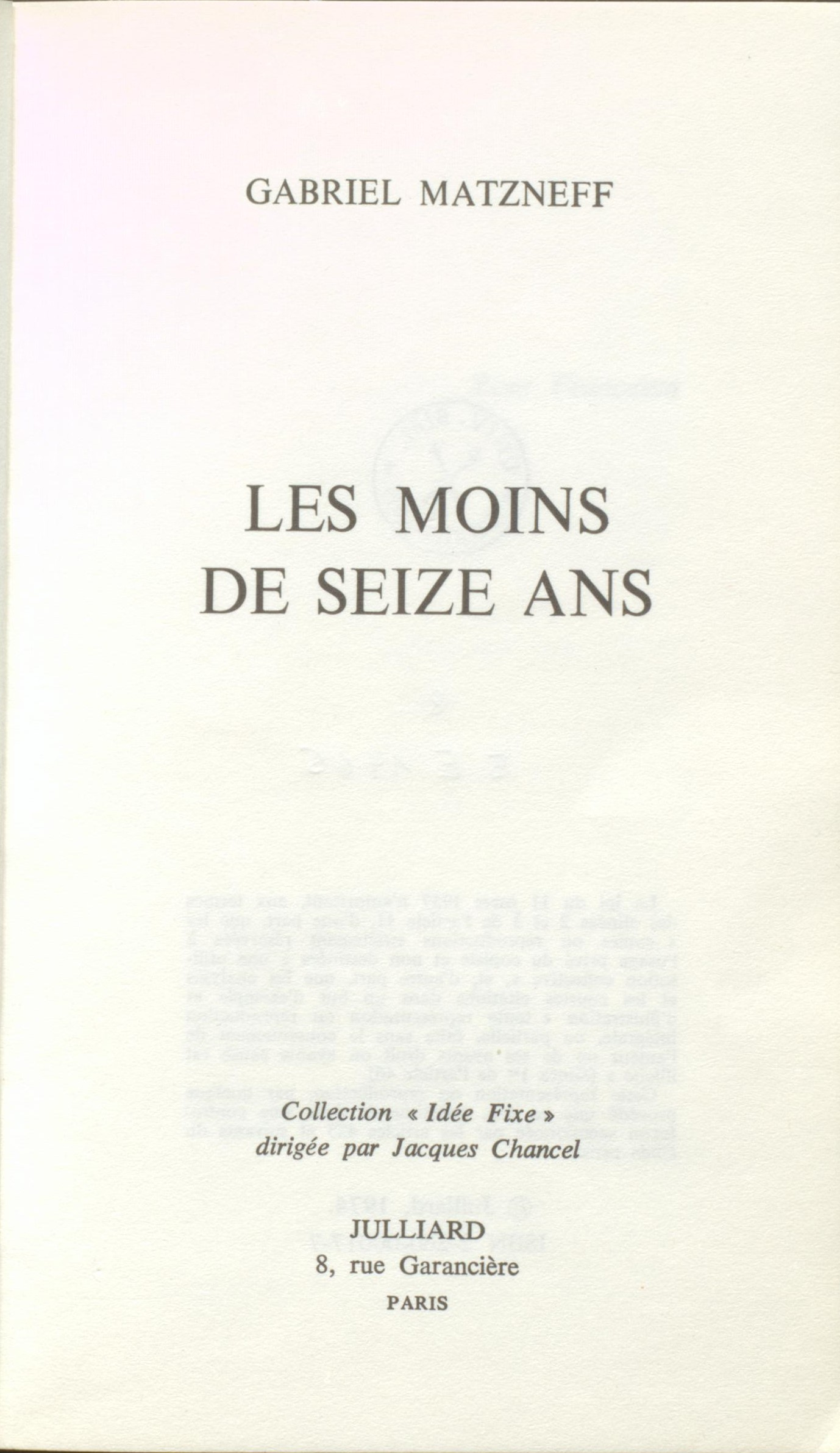
"Les Moins de seize ans" [Tizenhat év alatti gyerekek] (1974)--- Matzneff hírhedtté vált könyve

## Művei

### Fekete füzetek
- Cette camisole de flammes: 1953-1962 [Ez a lángoló kényszerzubbony] (franciául), Párizs: Éditions de la Table ronde, 1976, 262. o., BNF 34557030f.
- L'Archange aux pieds fourchus : 1963-1964 [Az arkangyal patkós patákkal : 1963-1964] (franciául), Párizs: Párizs: A patkós patkókkal, 1963-1964: Éditions de la Table ronde, 1982, p. 233, ISBN 2-7103-0133-4>, BNF 34737851j
- Vénus et Junon : 1965-1969 [Vénusz és Juno: 1965-1969] (franciául), Párizs: Vénusz és Juno: 1965-1969 [Vénus et Junon : 1965-1969] (franciául), Paris: Éditions de la Table ronde, 1979, 307. o., ISBN 2-7103-0012-5, BNF 34636949v
- Élie et Phaéton : 1970-1973 [Illés és Phaeton: 1970-1973] (franciául), Párizs: Párizs: Éditions de la Table ronde, 1991, p. 386, ISBN 2-7103-0470-8 BNF 35414867d
- La Passion Francesca : 1974-1976, L'infini, Párizs: L'infini, Párizs: La Passion Francesca : 1974-1976: Éditions Gallimard, 1998, 339. o., ISBN 978-2-07-075221-8, BNF 36703098p
- Un galop d'enfer : 1977-1978 [Egy galopp a pokolból : 1977-1978] (franciául), Párizs: Párizs: 294. o., ISBN 2-7103-0250-0, BNF 34871681g.
- Les Soleils révolus : 1979-1982 [A kiteljesedett napok: 1979-1982], L'infini (franciául), Párizs: Éditions Gallimard, 2001, 544. o., ISBN 978-2-07-076027-5, BNF 372216856
- Mes amours décomposés : 1983-1984 [Lebontott szerelmeim: 1983-1984], L'infini (franciául), Párizs: Éditions Gallimard, 1990, 381. o., ISBN 978-2-07-071802-3, BNF 35067165v
- "Calamity Gab : janvier 1985 - avril 1986" [Calamity Gab: 1985. január - 1986. április], L'infini (franciául), Párizs: Éditions Gallimard, 361. o., 2004, ISBN 978-2070732654, BNF 391539559
- La Prunelle de mes yeux : 1986-1987 [Szemem almája: 1986-1987], L'infini (franciául), Párizs: Éditions Gallimard, 1993, 337. o., ISBN 978-2-07-073174-9, BNF 356015132
- Les Demoiselles du Taranne : napló 1988, L'infini, Párizs: L'infini, Párizs: Éditions Gallimard, 2007, 396. o., ISBN 978-2-07-078399-1, BNF 41004733g
- Carnets noirs 2007-2008 [Fekete füzetek 2007-2008] (franciául), Párizs: Éditions Léo Scheer, 2009, p. 512, ISBN 978-2756101811, BNF 41442267f

### Folyóirat
- "Mais la musique soudain s'est tue : Journal 2009-2013" [De a zene hirtelen elhallgatott: Journal 2009-2013], Blanche (franciául), Párizs: Éditions Gallimard, p. 528, 2015, ISBN 978-2-07-014542-3
- La Jeune Moabite : Journal 2013-2016 [A fiatal moabita: Journal 2013-2016], Blanche (franciául), Párizs: Párizs: Éditions Gallimard, 2017, p. 702, ISBN 978-2-07-273267-6
- L'Amante de l'Arsenal : Journal 2016-2018 [Az arzenál szerelmese: Journal 2016-2018], =Blanche (franciául), Párizs: Éditions Gallimard, 2019, 432. o., ISBN 978-2-07-285442-2

### Regények
Gabriel Matzneff több regény szerzője, amelyeknek ugyanaz a főhőse Nil Kolytcheff. Ezek a következők: Isaïe réjouis-toi; Ivre du vin perdu; Harrison Plaza; Mamma, li Turchi!; Voici venir le fiancé; La Lettre au capitaine Brunner.
- L'Archimandrite, Paris: éditions de la Table ronde, 1966, 222. o., ISBN 2-7103-00427, BNF 40090166j.
- Nous n'irons plus au Luxembourg [Nem megyünk többé Luxemburgba] (franciául) (1. kiadás), Paris: éditions de la Table ronde, 1972, 245. o., BNF 35213179w
- Isaïe réjouis-toi [Ézsaiás örüljön] (franciául), Párizs: éditions de la Table ronde, 1974, 251. o. BNF 352146127
- Ivre du vin perdu [Az elveszett bortól megrészegülve] (franciául), Párizs: éditions de la Table ronde, 1981, 323. o., ISBN 2-7103-0065-6 BNF 346611419
- Harrison Plaza (franciául), Párizs: éditions de la Table ronde, 1988, 235. o., ISBN 2-7103-0352-3 BNF 349382059
- Les Lèvres menteuses [Hazug ajkak] (franciául), Párizs: éditions de la Table ronde, 1992, 7. o., ISBN 2-7103-0527-5 BNF 35525394j
- "Les Aventures de Nil Kolytcheff" [The Adventures of Nil Kolytcheff], Les romanesques (franciául), Paris: éditions Jean-Claude Lattès, 805. o., 1994, ISBN 2-7096-1491-X, BNF 357393226
- Mamma, li Turchi! [Anya, a törökök!] (olaszul), Párizs: éditions de la Table ronde, 2000, 271. o., ISBN 2-7103-0984-X, BNF 371198948
- Voici venir le fiancé [Itt jön a vőlegény] (franciául), Paris: éditions de la Table ronde, 2006, 313. o., ISBN 2710327090, BNF 40130100j
- Les Émiles de Gab la Rafale, roman électronique (franciául), Paris: Éditions Léo Scheer [fr], 2010, ISBN 978-2756102641
- La Lettre au capitaine Brunner [Levél Brunner kapitányhoz] (franciául), Párizs: la Table Ronde, 2015, 208. o., ISBN 978-2-7103-7586-9 - a Cazes-Brasserie Lipp-díj nyertese, 2015.[23]

### Esszék
- Le Défi [A kihívás] (franciául), Paris: éditions de la Table ronde, 1965 - Le Défi - Nouvelle édition, revue et augmentée [A kihívás - Új kiadás, átdolgozott és bővített] (franciául), Paris: éditions de la Table ronde, 1977, BNF 35001130h.
- La Caracole (franciául), Párizs: éditions de la Table ronde, 1969.
- "Les Moins de seize ans" [Akik még tizenhat év alattiak], Idée fixe (franciául), Párizs: éditions Julliard, 125. o., 1974, BNF 34559062j
- "Les Passions schismatiques" [Skizmatikus szenvedélyek], Le Monde ouvert (franciául), Paris: éditions Stock, p. 160, 1977, ISBN 2-234-00771-2, BNF 345867642
- La Diététique de lord Byron [Lord Byron diétája] (franciául), Párizs: éditions de la Table ronde, 1984, 215. o., ISBN 2-7103-0185-7, BNF 34752435d
- Le Sabre de Didi : pamflet [Didi szablyája: pamflet] (franciául), Paris: éditions de la Table ronde, 1986, 266. o., ISBN 2-7103-0298-5, BNF 348777816. - A La Caracole című, 1963 és 1986 között megjelent, különböző forrásokból származó szövegek gyűjteményének átdolgozott és bővített kiadása.
- Le Taureau de Phalaris: dictionnaire philosophique [Phalaris bikája: filozófiai szótár] (franciául), Paris: éditions de la Table ronde, 1987, 300. o., ISBN 2-7103-0313-2, BNF 34908696x - 1994-ben újra kiadták a "La Petite Vermillon" című gyűjteményben.
- Maîtres et complices [Mesterek és cinkosok] (franciául), Paris: éditions Jean-Claude Lattès, 1994, 313. o., ISBN 2-7096-1485-5, BNF 36680568w - újra kiadva a "La Petite Vermillon" gyűjteményben
- Le Dîner des mousquetaires [A muskétások vacsorája] (franciául), Párizs: éditions de la Table ronde, 1995, 408. o., ISBN 2-7103-0686-7, BNF 357894722. - különböző forrásokból származó, 1961 és 1993 között megjelent cikkek gyűjteménye.
- "De la rupture" [Szakítás], Manuels Payot (franciául), Párizs: éditions Payot & Rivages, 167. o., 1997, ISBN 2-228-89070-7, BNF 35860367s.
- C'est la gloire, Pierre-François ! [It's glory, Pierre-François!] (franciául), Paris: éditions de la Table ronde, 2002, 284. o., ISBN 2-7103-2479-2, BNF 388062554 - 1962 és 2001 között megjelent, különböző forrásokból származó szövegek gyűjteménye.
- "Yogourt et yoga" [Joghurt és jóga], Vermillon (franciául), Paris: éditions de la Table ronde, 267. o., 2004, ISBN 978-2-7103-2671-7, BNF 39140535n - 1962 és 2003 között megjelent, különböző forrásokból származó szövegek gyűjteménye.
- Vous avez dit métèque ? (franciául), Paris: éditions de la Table ronde, 2008, 415. o., ISBN 978-2-7103-3087-5, BNF 41362523w & mdash; 107, 1958 és 2007 között megjelent cikk gyűjteménye.
- La Séquence de l'énergumène [Egy őrült szekvenciája] (franciául), éditions Léo Sheer, 2012, 340. o., ISBN 978-2-7561-0360-0 - az 1960-as évek televíziós műsoraiban való szereplések krónikája.
- Séraphin c'est la fin ! [A szerafin vége!] (franciául), Párizs: La Table Ronde, 2013, 266. o., ISBN 978-2-7103-7006-2 - 2013-ban elnyerte a Renaudot-díj esszéírói díját[14].
- Un diable dans le bénitier [Egy ördög a stoupban] (franciául), Párizs: Éditions Stock, 2017, 380. o., ISBN 978-2-234-08254-0.

### Történetek
- Le Carnet arabe [Az arab jegyzetfüzet] (franciául), Párizs: Éditions de la Table ronde, 1971, 231. o., BNF 35173361f - újra megjelent a "La Petite Vermillon" című gyűjteményben.
- Comme le feu mêlé d'aromates : récit [Mint a tűz aromákkal keverve: történet] (franciául), Paris: éditions de la Table ronde, 1989, 176. o., ISBN 2-7103-1168-2, BNF 35001130h
- "Boulevard Saint-Germain", La fantaisie du voyageur (franciául), Monaco és Párizs: éditions du Rocher, 194. o., 1998, ISBN 2-268-03059-8, BNF 37069451r, ISBN 2-268-03059-8.
- Monsieur le comte monte en ballon [A gróf felszáll a léghajóra] (franciául), Párizs: Éditions Léo Scheer, 2012, 72. o., ISBN 978-2-7561-0387-7

### Költészet
- A Félix Guattari által szerkesztett Recherches című folyóirat 37. számában Gabriel Matzneff egy verse olvasható a Fous d'enfance : qui a peur des pédophiles című dossziéban. (magyarul: "Őrült a gyermekkor: ki fél a pedofiloktól?" További szerzők: Luc Rosenzweig, Gilbert Villerot, Jean-Luc Hennig, René Schérer, Bernard Faucon, Guy Hocquenghem...), Éditions Recherches, 1979.
- "Douze poèmes pour Francesca" [Tizenkét vers Francescának], Lettres 5 (franciául), Lausanne: éditions A. Eibel, 41. o., 1977, ISBN 2-8274-0010-3, BNF 346022062.
- Super Flumina Babylonis : poèmes [Bablyon folyóinál - versek] (franciául), Paris: éditions de la Table ronde, 2000, 97. o., ISBN 2-7103-0959-9, BNF 37111035m

## Fordítás
Ez a szócikk részben vagy egészben  a   Gabriel Matzneff című angol Wikipédia-szócikk ezen változatának fordításán alapul.  Az eredeti cikk szerkesztőit annak laptörténete sorolja fel. Ez a jelzés csupán a megfogalmazás eredetét és a szerzői jogokat jelzi, nem szolgál a cikkben szereplő információk forrásmegjelöléseként.